# Institut Langevin
 (février 2024).
Si vous disposez d'ouvrages ou d'articles de référence ou si vous connaissez des sites web de qualité traitant du thème abordé ici, merci de compléter l'article en donnant les références utiles à sa vérifiabilité et en les liant à la section « Notes et références ».
Pour les articles homonymes, voir Langevin.
Ne doit pas être confondu avec Institut Laue-Langevin.
L’Institut Langevin est une Unité Mixte de Recherche de l’ESPCI Paris et du CNRS  (UMR7585) vouée à la physique des ondes et à ses applications. Il a obtenu en 2011 le label LabEx (Laboratoire d’Excellence) pour le projet WIFI (Waves and Imaging : From Fundamentals to Innovation).
L’Institut Langevin a été fondé en 2009 à l’initiative de Mathias Fink, académicien des sciences et professeur à l'ESPCI Paris. Il est né de la fusion de deux laboratoires de l’ESPCI Paris : le laboratoire « Ondes et Acoustique », que dirigeait Mathias Fink depuis sa création en 1990, et le laboratoire d’Optique Physique dirigé par Claude Boccara puis par Rémi Carminati. L’ambition qui a présidé à ce rapprochement était de réunir dans un même Institut des chercheurs intéressés par tous les types d’ondes possibles. L'institut porte son nom en référence au physicien français Paul Langevin, qui fut directeur de l'ESPCI et co-inventeur du sonar.

## Gouvernance
L'institut dépend de l'ESPCI Paris, un des établissements-composants de l'Université Paris Sciences et Lettres (PSL) et du CNRS. Il est également partenaire de Sorbonne Université et de l'Université de Paris. A sa création en janvier 2009, l'Institut Langevin était dirigé par Mathias Fink, avec Rémi Carminati et Arnaud Tourin comme directeurs adjoints. Arnaud Tourin a succédé à Mathias Fink en 2014 à la direction de l’Institut, avec deux directeurs adjoints Rémi Carminati et Mickael Tanter, puis Yannick De Wilde à partir de 2021. Depuis 2023 l'Institut Langevin est dirigé par Yannick De Wilde, assisté de Julien de Rosny comme directeur adjoint.

## De la recherche fondamentale à la création d’entreprises
L’Institut Langevin allie dans un esprit très pluridisciplinaire, recherche fondamentale, recherche appliquée et création d’entreprises.
Le spectre des ondes concernées est très large : ondes mécaniques (ondes acoustiques, élastiques et sismiques, vagues), ondes électromagnétiques (radiofréquences, micro-ondes, Térahertz) et optique (infrarouge et visible).
Les chercheurs de l’Institut se donnent pour objectif de comprendre les mécanismes de propagation de ces différents types d’ondes dans les milieux les plus complexes et de tirer parti de cette meilleure compréhension pour concevoir des instruments originaux pour la manipulation de ces ondes et l’imagerie de ces milieux.
Une des forces de l’Institut Langevin réside dans sa capacité à transformer les produits d‘une recherche très fondamentale en applications concrètes. Grâce au Labex WIFI, l’Institut s’est doté d’un pôle Innovation, dirigé par Daphnée Raffini, qui accompagne les chercheurs dans leurs démarches de valorisation. Celles-ci trouvent notamment leur traduction dans le dépôt de brevets et la création de start-ups. Les dix entreprises nées des recherches menées à l’Institut emploient plus de 350 personnes.